# Henk Couprie
Henk Christiaan Couprie (Amsterdam, 22 januari 1930 – Gouda, 21 maart 2024) was een Nederlands politicus en militair. Hij was Tweede Kamerlid voor het Christen-Democratisch Appèl (CDA) en afkomstig uit de Anti-Revolutionaire Partij (ARP).

## Biografie
Couprie volgde na de middelbare school de officiersopleiding van het Koninklijk Instituut voor de Marine (KIM) in Den Helder. Daar studeerde hij in 1954 af. Couprie studeerde van 1967 tot mei 1972 economie aan de Nederlandse Economische Hogeschool te Rotterdam.
In de Kamer was hij een van de defensiewoordvoerders van het CDA. Hij worstelde met het kernwapenstandpunt van zijn partij en verzette zich in 1979 lang tegen het besluit om voorwaardelijk in te stemmen met de plaatsing van kruisraketten in Nederland, maar hij legde zich er uiteindelijk bij neer. In 1980 stemde hij samen met Gerard van Leijenhorst als enige CDA’ers tegen het abortusvoorstel van de ministers Ginjaar en De Ruiter. In 1986 kwam hij op een onverkiesbare plek te staan op de kandidatenlijst. In 1988 kreeg hij toch de kans om tussentijds terug te keren in het parlement, omdat verschillende Kamerleden waren opgestapt, maar Couprie zag van deze mogelijkheid af.
Na zijn vertrek uit de Kamer vervulde Couprie verschillende interim-functies bij de semioverheid en in de gezondheidszorg. Zo was hij tot begin 1999 directeur van de Nederlandse Vereniging tot Bescherming van Dieren. Na zijn pensioen in startte hij in 2000 met een studie theologie aan de Vrije Universiteit in Amsterdam. Hij promoveerde op een dissertatie over de verzoeningsgedachte in het Evangelie volgens Johannes.
Henk Christiaan Couprie overleed in 2024 op 94-jarige leeftijd.
- Parlement.com: vg09llmdldyv